# Jens Oliver Krüger
Jens Oliver Krüger (* 1976) ist ein deutscher Erziehungswissenschaftler.

## Leben
Nach dem Studium (1998–2004) der Erziehungswissenschaft an der Universität Halle-Wittenberg war er von 2007 bis 2010 wissenschaftlicher Mitarbeiter im DFG-Projekt „Die Begegnung mit dem Fremden. Fremd- und Selbstbilder bei Ferntouristen im Kontakt mit einer fremden Kultur und die Möglichkeit interkultureller Bildungsprozesse“ an der Universität Halle-Wittenberg. Nach der Promotion (Dr. phil.) 2010 in Halle-Wittenberg ist er seit 2018 Professor für Allgemeine Pädagogik im Fachbereich 1 Bildungswissenschaften der Universität Koblenz-Landau, Campus Koblenz.
Seine Forschungs- und Arbeitsschwerpunkte sind kulturwissenschaftliche Bildungsforschung, Bildungstheorie, Elternschaft, Bildungsentscheidungen, erziehungswissenschaftliche Ratgeberforschung
und Methoden qualitativer Sozialforschung.

## Schriften (Auswahl)
- Pädagogische Ironie – ironische Pädagogik. Diskursanalytische Untersuchungen. Paderborn 2011, ISBN 978-3-506-77062-2.
- mit Anna Roch und Georg Breidenstein:  Szenarien der Grundschulwahl. Eine Untersuchung von Entscheidungsdiskursen am Übergang zum Primarbereich. Wiesbaden 2020, ISBN 3-658-22463-0.